# Esmonts
Esmonts är en ort i kommunen Ursy i kantonen Fribourg, Schweiz. Esmonts var tidigare en egen kommun, men den 1 januari 2006 inkorporerades Esmonts i Vuarmarens som i sin tur inkorporerades i Ursy 1 januari 2012.